# تزیته دوم
تَزیتَه دوم (به انگلیسی: Tazitta) یا دازیتِه (به انگلیسی: Da-a-zi-te) یا تازیتا یکی از شاهان ایرانی در دورهٔ ایلام بود. 
بر پایه فهرست شاهان سیماشکی که در شوش به دست آمده است، تَزیتَه دوم چهارمین شاه سیماشکی بوده‌است. ولی نام این شاه در اسناد به دست آمده از میانرودان ذکر نشده‌است. با توجه به اینکه در سال ۲۰۳۳پ.م گیرنمه دوم و در سال ۲۰۲۸پ.م لوراک لوهان به عنوان فرمانروایان شوش و سیماشکی یاد شده اند، تزیته دوم باید بین این دو زمان به فرمانروایی رسیده باشد.

## کتابشناسی
- قشقائی، حمیدرضا، گاهنمای ایلامیان، تهران، اوگان، ۱۳۹۰.
- کامرون، جرج، ایران در سپیده دم تاریخ، ترجمهٔ حسن انوشه، تهران، علمی و فرهنگی، ۱۳۷۲.
- مجیدزاده، یوسف، تاریخ و تمدن ایلام، تهران، مرکز نشر دانشگاهی، ۱۳۷۰.
- هینتس، والتر، دنیای گمشدهٔ ایلام، ترجمهٔ فیروز فیروزنیا، تهران، علمی و فرهنگی، ۱۳۷۱.
- Potts, D. T., The Archaeology of Elam, Cambridge University Press, 1999.